# Guido Álvarez Parga
Guido Álvarez Parga, nacido en Lugo el 16 de septiembre del 1985, es un turismólogo, guía y docente universitario especializado en Planificación Turística y en Gestión de Paisajes Culturales. Colaborador asiduo en diversos medios de comunicación (principalmente prensa escrita y radio) es uno de los fundadores del movimiento social Coidemos Lugo. Fue nombrado como uno de los 10 Lucenses del Año en el año 2020, es asociado de honor de la Asociación pola Defensa do Patrimonio Cultural Galego desde el año 2021, recibió el reconocimiento Travelers Choice de la plataforma internacional TripAdvisor en 2022, 2023, 2024 y 2025, y es reconocido por sus variadas propuestas e iniciativas turísticas y culturales en Galicia y sobre todo en la ciudad y en la provincia de Lugo.

## Trayectoria
Nació en el barrio do Carme, hijo de un periodista argentino y de una lucense profesora de Historia. A los 18 años se mudó a La Coruña para cursar la carrera de Turismo. Continuó su formación con distintas becas (Erasmus, Leonardo, Maclands, Erasmus Mundus) en las universidades de Téramo (Italia), Santiago de Compostela, Jean Monnet (Saint-Étienne, Francia), Federico II (Nápoles, Italia) y Stuttgart (Alemania), que compatibiliza con diversas experiencias laborales entre las que destacan un período en el museo Benjamin Franklin House de Londres (Reino Unido), otro en una consultora turística en Nantes (Francia) y varios años como investigador y coordinador de dos observatorios turísticos en el CETUR (Centro de Estudos e Investigacións Turísticas, en Santiago de Compostela). En el 2015 regresa a Lugo, donde trabaja durante varios años en diversas agencias de viajes, y en el 2019 lanza su propio proyecto profesional: Guido Guía.
Es el impulsor de la campaña "Lugo Patrimonio Mundial", coordinador de "Lugo Muralla Única" y creador de los paseos "O Lugo menos coñecido",  un formato de itinerarios turísticos alternativos posteriormente extendido por él mismo a otras ciudades y localidades gallegas. En general es iniciador de variadas iniciativas culturales y recorridos turísticos.
En agosto de 2020 fue uno de los fundadores de Coidemos Lugo, un amplio movimiento social que promueve la concienciación ambiental y el cuidado del patrimonio. Un mes después se incorpora a la UNED (Universidad Nacional de Educación a Distancia) como profesor-tutor del Grado de Turismo. Varios meses más tarde es nombrado como uno de los 10 Lucenses del Año 2020, y también reconocido poco después como asociado de honor de la Asociación pola Defensa do Patrimonio Cultural Galego. En 2022, 2023, 2024 y 2025 recibió el reconocimiento Travelers Choice de la plataforma internacional TripAdvisor y fue elegido "Petisqueiro do Ano 2022" en Twitter. El 29 de junio del 2025 fue el pregonero de la XLV Romaxe de Penas de Rodas.
Es el autor de una guía de 21 rutas naturales a través del municipio de Lugo y colaborador frecuente de los medios Galicia Confidencial, Lugo Xornal, Nós Diario, El Progreso de Lugo, La Voz de Galicia, Cadena Ser y Onda Cero.

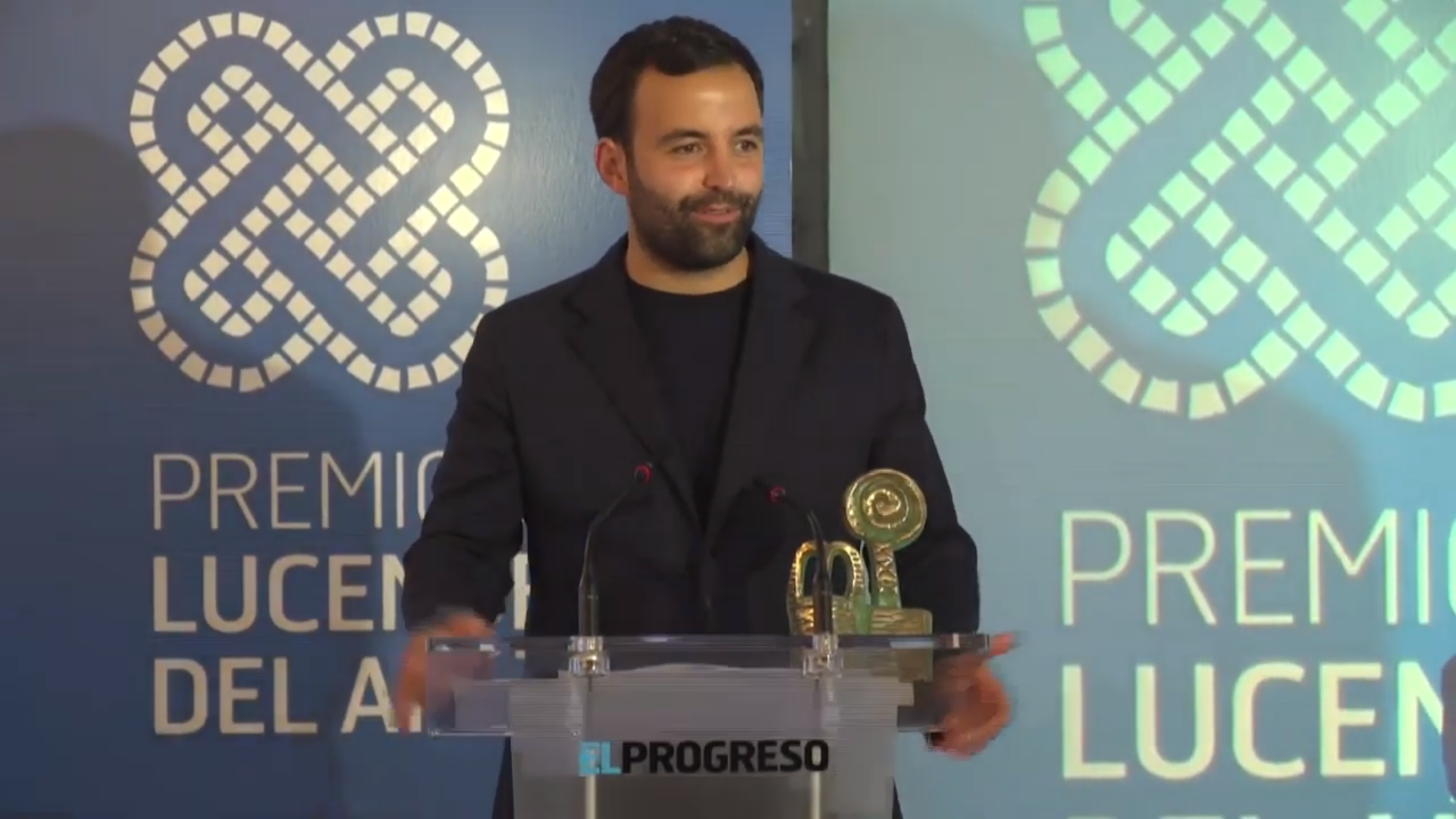
Premio Lucenses del Año 2020

## Premios y reconocimientos
- Lucenses del Año 2020[35][36][37]
- Asociado de honor de la Asociación pola Defensa do Patrimonio Cultural Galego en 2021
- Reconocimiento Travelers Choice 2022, 2023, 2024 y 2025 de la plataforma internacional TripAdvisor[38][39]
- Premio Petisqueiro do Ano 2022 en Twitter[40]
- Pregonero en la XLV Romaxe de Penas de Rodas [41]

## Publicaciones
- Guía de 21 rutas naturales del Concello de Lugo[42]